# Frank Odoi
Frank Odoi (Acra, Ghana, 23 de febrero de 1943) es un exfutbolista ghanés.

## Trayectoria
Fue internacional con la selección de fútbol de Ghana y disputó y ganó la Copa Africana de Naciones 1965; asimismo jugó la edición de 1968. Representó a su país en la categoría de fútbol en los Juegos Olímpicos de Tokio 1964. Además se proclamó campeón de la North American Soccer League 1970.